# Nieuport (vliegtuigbouwer)

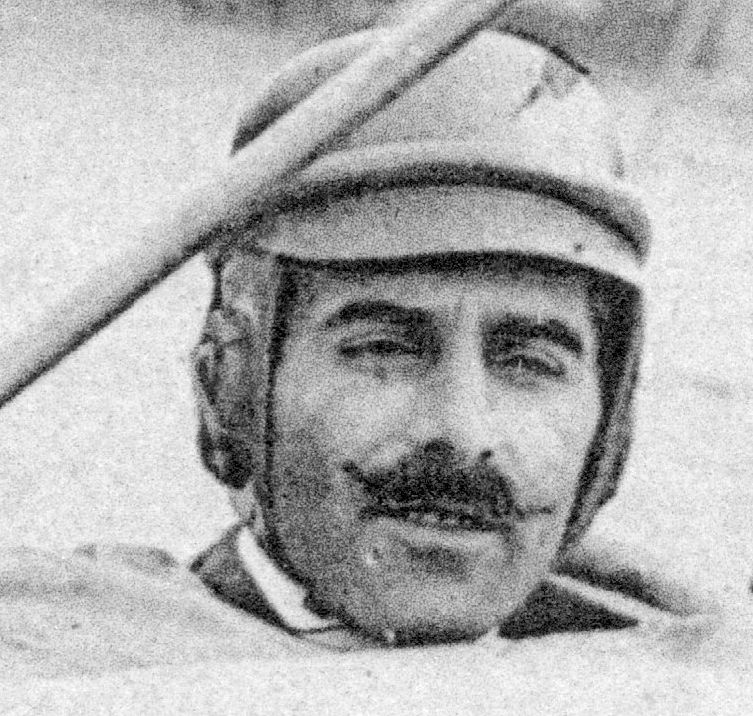
Édouard Nieuport (1875-1911)

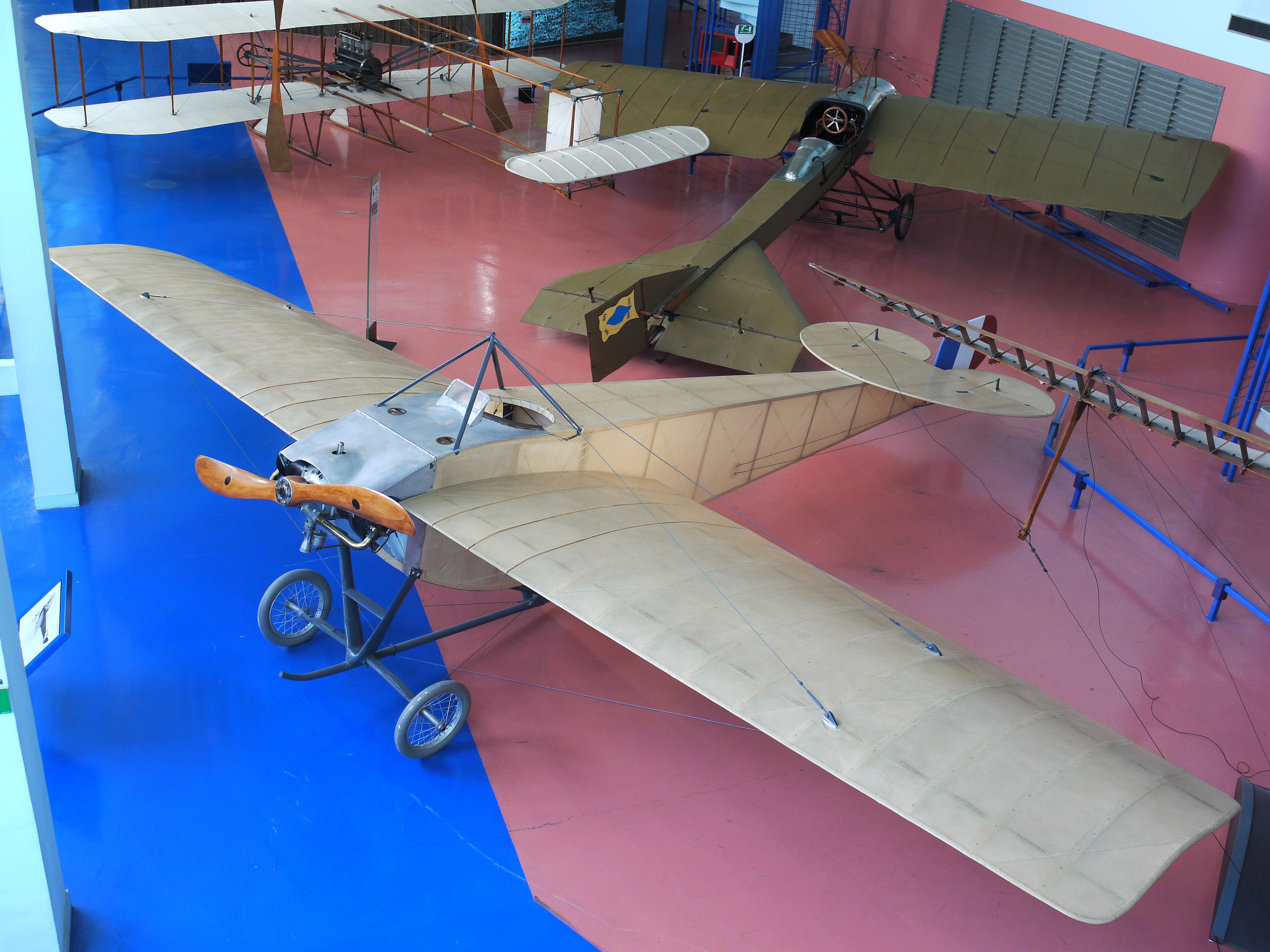
Nieuwport II in Musée de l'Air et de l'Espace.

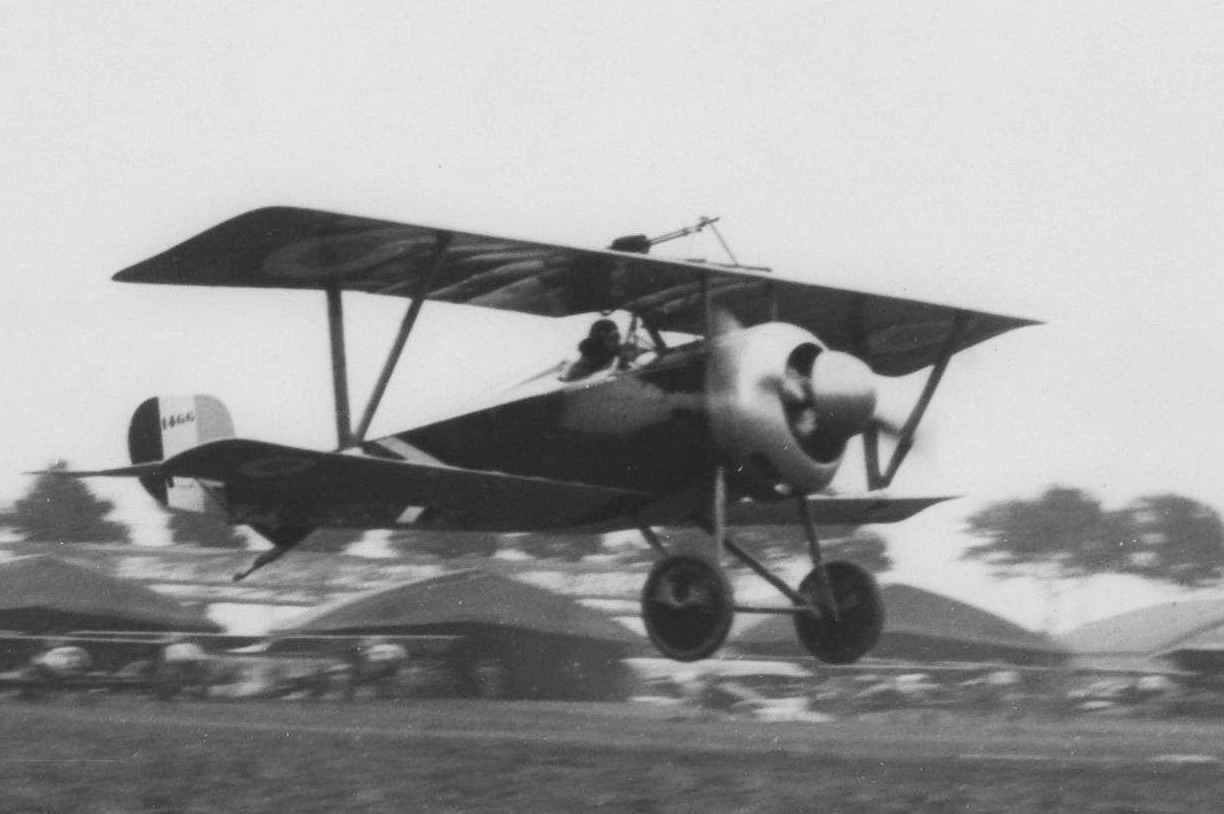
Vroege versie Nieuport 17

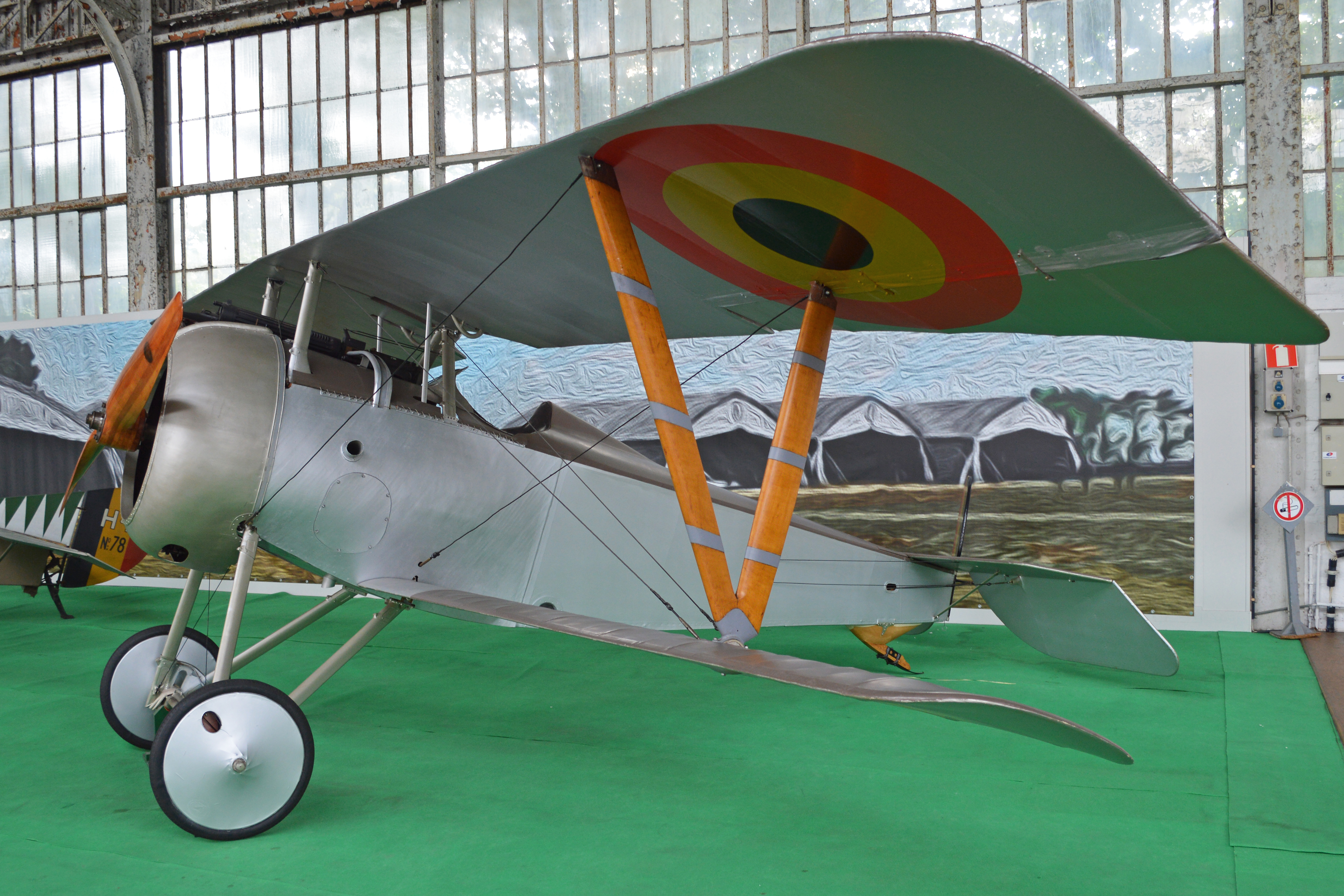
Nieuport 23.C1 in het Koninklijk Museum van het Leger en de Krijgsgeschiedenis in Brussel

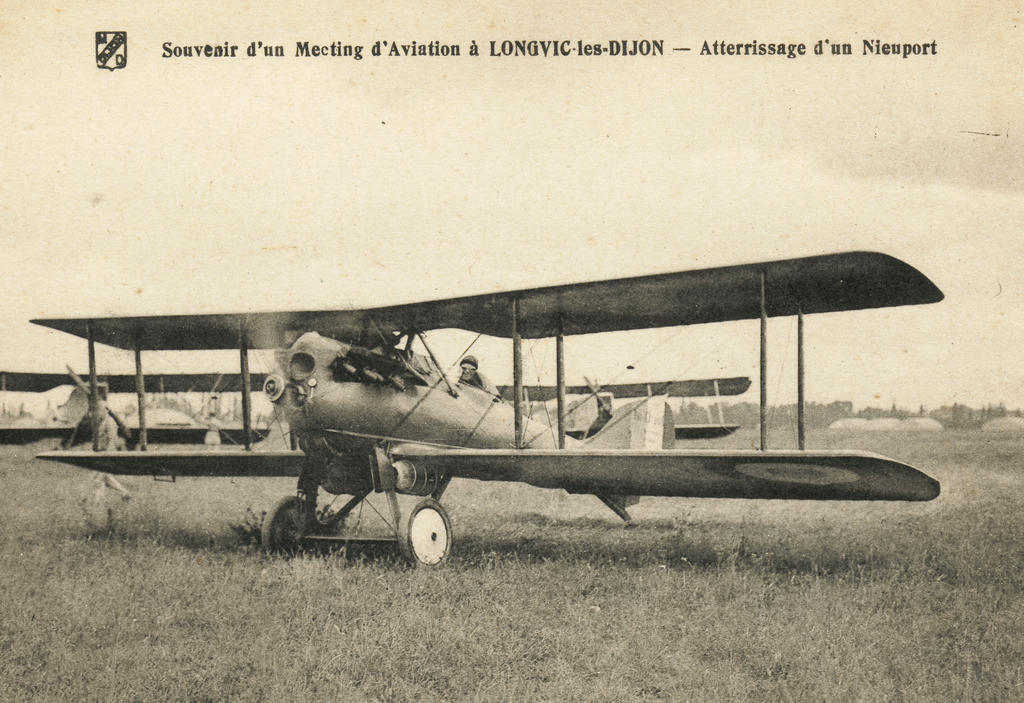
Nieuport-Delage NiD.29

Nieuport was een Franse fabrikant van vliegtuigen. Het werd in 1902 opgericht door Édouard Nieuport en zijn broer Charles. Tijdens de Eerste Wereldoorlog werden de toestellen veel gebruikt. Het bedrijf is onder diverse bedrijfsnamen actief geweest.

## Het begin
In 1902 richtte Édouard Nieuport en zijn broer Charles een bedrijf op. Nieuport-Duplex in Suresnes maakte componenten voor automotoren en later ook vliegtuigmotoren. Op 13 januari 1909 werd de naam gewijzigd in Société Générale d'Aéro-Locomotion. Édouard Nieuport kocht dat jaar een Voisin-tweedekker om te leren vliegen en de componenten van zijn bedrijf uit te proberen. Dit toestel vloog op 18 april 1910 tijdens de vlucht in brand, naar Édouard overleefde het ongeval. Hij begon met de bouw van een eigen vliegtuig. De Nieuport I was een ultralichte eendekker die 70 km/u haalde met een motorvermogen van 20 pk. Dit toestel ging verloren in de grote overstroming van Parijs in 1909. Een tweede ontwerp vloog voor het jaareinde en had de kenmerken van een modern vliegtuig met een gesloten cockpit en een horizontale staart waarvan de aerodynamische kracht naar beneden werkte als tegenwicht voor de motor in de neus.
Nieuport had moeite om geschikte motoren te vinden en besloot ze zelf te maken. In 1910 werd een motor met twee horizontaal tegenover elkaar geplaatste cilinders in een Nieuport II gemonteerd. De motor van 28 pk bleek succesvol.
In 1911 verschoof de focus naar de vliegtuigproductie al bleef het bedrijf ook motorcomponenten maken, maar ook propellers onder de naam Nieuport et Deplante. Op 16 september 1911 overleed Édouard Nieuport bij een ongeval en Henri Deutsch de la Meurthe, een beroemde voorstander van luchtvaartontwikkeling, nam het bedrijf over. De naam veranderde in Société Anonyme des Établissements Nieuport. Op 24 januari 1913 overleed Charles Nieuport en de functie van hoofdontwerper werd overgenomen door de Zwitserse ingenieur Franz Schneider. Hij bleef maar kort en verliet Nieuport binnen een jaar.

## Eerste Wereldoorlog
Na het vertrek van Schneider nam Gustave Delage zijn werk over. Hij ontwierp een tweedekker en deze kwam pas gereed toen de Eerste Wereldoorlog al was begonnen. De Nieuport 10 was een verkenner en werd veelvuldig gebruikt. Het toestel kwam in dienst bij de Royal Naval Air Service (RNAS) en bij de Franse en Russische luchtmacht. De opvolger, de krachtigere Nieuport 12, kwam in dienst bij de Royal Flying Corps (RFC) en werd gebruikt als jager. De Nieuport 11 (Bébé) was het eerste gevechtsvliegtuig, deze leek veel op de Nieuport 10 maar was kleiner, en kreeg een Lewis machinegeweer als bewapening. Van de Bébé werden 7200 exemplaren gebouwd tussen 1915 en 1917.
Tot eind 1917 was er sprake van een graduele verbetering van de toestellen, de vliegprestaties namen toe en de motoren werden krachtiger. De Nieuport 17 was een zeer succesvolle eenzitsjager en uitgerust met een synchronisatiemechanisme om tussen de bladen van de propeller te schieten. In het voorjaar van 1917 introduceerden de Duitsers hun nieuwe Albatros D.III en de Nieuport 17 kon hier niet tegenop.
De eerste grote breuk met het oude dubbeldekkerontwerp was de Nieuport 28. Toen deze klaar was voor de inzet, had de Franse legerleiding echter al gekozen voor de SPAD S.XIII. Vanwege een tekort aan SPAD S.XIII's en problemen met hun motoren, gebruikten de eerste jachteskaders van de United States Army Air Service (USAAS) de Nieuport 28. Het was de eerste jager in Amerikaanse dienst en er werden bijna 300 exemplaren gebouwd.
De Nieuport toestellen werden ook in licentie gebouwd in Italië, Rusland en het Verenigd Koninkrijk. In Italië werd Nieuport-Macchi opgericht, het latere Aermacchi, om de licentiebouw ter hand te nemen. Ze begonnen met de Nieuport IV, maar bouwden ook de Nieuport 10, 11, 17 en ten slotte de naoorlogse NiD.29. In Rusland bouwden verschillende bedrijven, met name Dux, Nieuports van verschillende typen en ze bleven in productie ook na de Russische Revolutie. In Schotland, bouwde William Beardmore and Company de Nieuport 12 in licentie en Nieuport & General Aircraft werd opgericht om ook Nieuport-jagers te bouwen in Engeland.
Drie weken na de Parijse overwinningsparade vloog Charles Godefroy een Nieuport-jager door de boog van de Arc de Triomphe in Parijs op de ochtend van vrijdag 8 augustus 1919.

## Na de oorlog
Tegen het einde van 1918 had Nieuport twee nieuwe typen jachtvliegtuigen, de Nieuport 29 tweedekker en de Nieuport 31 eendekker, allebei doorontwikkelingen van de Nieuport 28. Ze verschilden van vroegere modellen met gestroomlijnde houten rompen en 300 pk Hispano Suiza-motoren. Speciaal aangepaste Nieuport 29 en 31 toestellen vestigden snelheids- en hoogterecords, en de 31 was het eerste vliegtuig dat 200 mph (320 km/h) overschreed in horizontale vlucht, met piloot Joseph Sadi-Lecointe. Japan heeft veel Nieuport 29 toestellen gebouwd in licentie. Nakajima Hikōki bouwde 608 toestellen tussen 1923 en 1932. De toestellen kregen de militaire aanduiding Ko-4.
Na de overname van Société Astra in 1921, een fabrikant van luchtballonnen, werd de naam gewijzigd in Nieuport-Astra. Dit was van korte duur en de bedrijfsnaam Nieuport-Delage werd geïntroduceerd. Hoofdontwerper Gustave Delage was de bedrijfsleider tijdens de oorlogsjaren en werd geëerd door zijn naam te verbinden aan die van Nieuport. Ook in deze tijd werd de watervliegtuigbouwer Tellier overgenomen en de naam Nieuport-Tellier werd ook korte tijd gebruikt.
Delage begon aan een nieuw ontwerp, dit werd de Nieuport-Delage NiD.42, maar het leger plaatste geen orders. De Nieuport-Delage 52, een licht verbeterde NiD.42 met een metalen romp, kwam in Spaanse dienst waar hij ook in licentie werd gebouwd door Hispano Suiza. Dit toestel bleef in dienst tot ver in de Spaanse Burgeroorlog al was het toen verouderd. De Fransen kochten wel grote aantallen van de 62-serie, ook modernere versies van de NiD.42. In de late jaren dertig werden ze vervangen, maar tijdens de invasie van Frankrijk waren nog verschillende Franse tweedelijns-eenheden ermee uitgerust.
In 1932 ging Delage met pensioen en werd Nieuport-Delage weer omgedoopt tot Nieuport. Kort daarna ging het een fusie aan met Loire Aviation, een fabrikant van watervliegtuigen, om samen verder te gaan als Loire-Nieuport. Dit bedrijf ging weer korte tijd later op in Société Nationale des Constructions Aéronautiques de l'Ouest (SNCAO) en vervolgens in het conglomeraat Aérospatiale. Tijdens de Duitse inval in Frankrijk in 1940 werden de bedrijfsgegevens verbrand om te voorkomen dat ze in vijandelijke handen zouden vallen. Het laatste ontwerp, Loire-Nieuport LN.40, was een duikbommenwerper met omgekeerde meeuwvleugel die leek op de Junkers Ju 87.

## Naslagwerken
- (en)  Bruce, J.M. Nieuport Aircraft of World War One - Vintage Warbirds No 10, Arms and Armour Press, London (1988) ISBN 0-85368-934-2
- (en)  Franks, Norman Nieuport Aces of World War 1 - Osprey Aircraft of the Aces 33, Osprey Publishing, Oxford (2000) ISBN 1-85532-961-1
- (fr)  Hartmann, Gérard Les Avions Nieuport-Delage, geraadpleegd op 24 maart 2022
- (en)  Pommier, Gerard Nieuport 1875-1911 - A biography of Edouard Nieuport, Schiffer Publishing, Atglen (2002) ISBN 0-7643-1624-9
- (en)  Sanger, Ray Nieuport Aircraft of World War One, Crowood Press, Wiltshire (2002) ISBN 1-86126-447-X